# Malmesbury (Afrique du Sud)
Ne doit pas être confondu avec Malmesbury ou Malmsbury.
Malmesbury est une ville située dans la province du Cap occidental en Afrique du Sud, à environ 65 km au nord de la ville du Cap.
Malmesbury est la plus grande ville du Swartland («terre noire») dont le nom provient du Renosterbos (« rhino bush »), une plante indigène qui noircit pendant les étés chauds et secs. La région est particulièrement connue pour ses cultures de céréales et ses vignobles, ainsi que pour l'élevage de moutons et de volailles.

## Toponymie
Malmesbury a été nommé d'après James Harris (1er comte de Malmesbury), le beau-père de Sir Lowry Cole. 

## Historiques

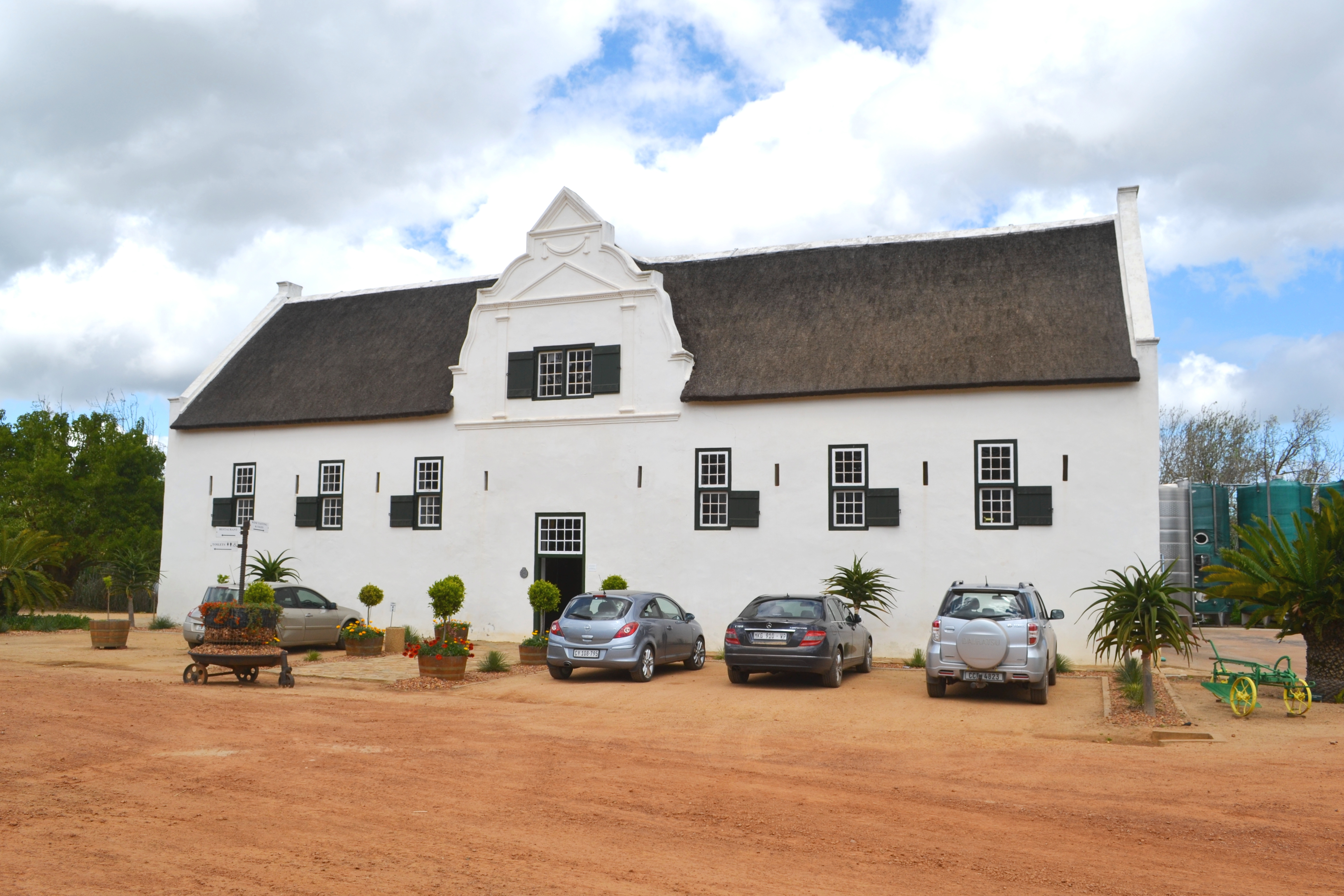
Groote Post Farm

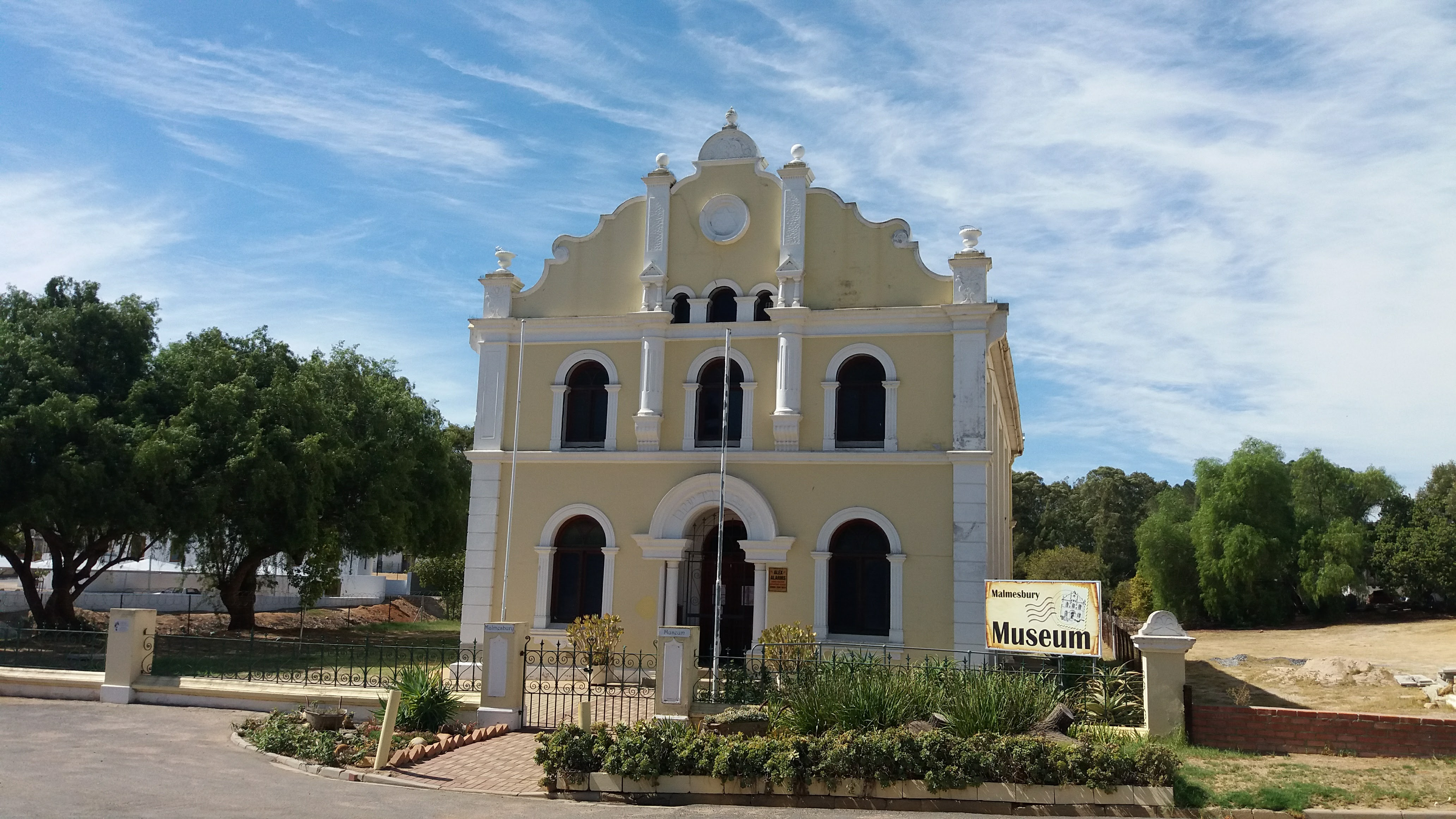
L'ancienne synagogue, devenue le Malmesbury Museum.

Les Européens ont été encouragés à s’installer dans la région à cause d’une source minérale tiède de chlorure de soufre, réputée pour soigner les rhumatismes. 
Les premières fermes ont été attribuées en 1703. 
Lorsque la cinquième congrégation réformée néerlandaise du Cap a été établie dans le secteur, elle a été baptisée Zwartlands-kerk (église du Swartland) avant d'être renommée Malmesbury en 1829. 
La ville a acquis le statut de municipalité en 1860 et comptait 3 811 habitants en 1911.

## Quartiers
La ville se divise en trois secteurs : le centre, le quartier de Myrtledene et celui de Doornkuil. 
Dans la zone urbaine, les townships de Ilinge Lethu (nso) et de Westbank se situent à l'ouest de la RN 7 et sont administrés directement par la municipalité.

## Démographie
Selon le recensement de 2011, Malmesbury compte 10 299 habitants, majoritairement blancs (62,53%). Les coloureds et les noirs représentent 23,11 % et 13,19 % des habitants. La langue maternelle des résidents est principalement l'afrikaans (85%). 
La zone urbaine comprenant Malmesbury, le secteur de Mount Royal Golf & Country Estate, le township coloured de Wesbank (11 861 habitants) ainsi que le township majoritairement noir de Ilinge Lethu (13 671 habitants), compte en tout 35 897 habitants (55% de coloureds, 25% de noirs et 19% de blancs), majoritairement de langue maternelle afrikaans (73%).

## Confusion
Malmesbury Farms est un hameau situé à quelque trente-cinq kilomètres au sud de Malmesbury.

## Personnalités liées à Malmesbury
- Gert Kotzé, membre du parlement pour la circonscription législative de Malmesbury de 1974 à 1994